# چم خلیفه
چم خلیفه، روستایی از توابع شهرستان سامان در استان چهارمحال و بختیاری است.

## جمعیت
این روستا در دهستان سامان قرار دارد و براساس سرشماری مرکز آمار ایران در سال ۱۳۸۵، جمعیت آن ۱۱۰۰ نفر (۸۳۳خانوار) بوده‌است.